# Aris Budiharti
Aris Budiharti (* 4. Januar 1993 in Jakarta) ist eine indonesische Badmintonspielerin.

## Karriere
Aris Budiharti gewann 2010 gemeinsam mit Dian Fitriani den Titel im Damendoppel bei der indonesischen Juniorenmeisterschaft. Mit Putra Eka Rhoma  wurde sie im Folgejahr Dritte im Mixed bei den Malaysia International 2011. Im Viertelfinale stand sie bei den Indonesia International 2011, den Singapur International 2011 und den Vietnam International 2012.